# Giulio Cappelli
Giulio Cappelli (4. březen 1911 La Spezia, Italské království – 16. prosinec 1995 Massa, Itálie) byl italský fotbalový útočník i trenér.
Za reprezentaci odehrál dvě utkání na OH 1936, kde získal zlatou medaili.

## Úspěchy

### Reprezentační
- 1× na OH (1936 – zlato)